# 多布里尼什特

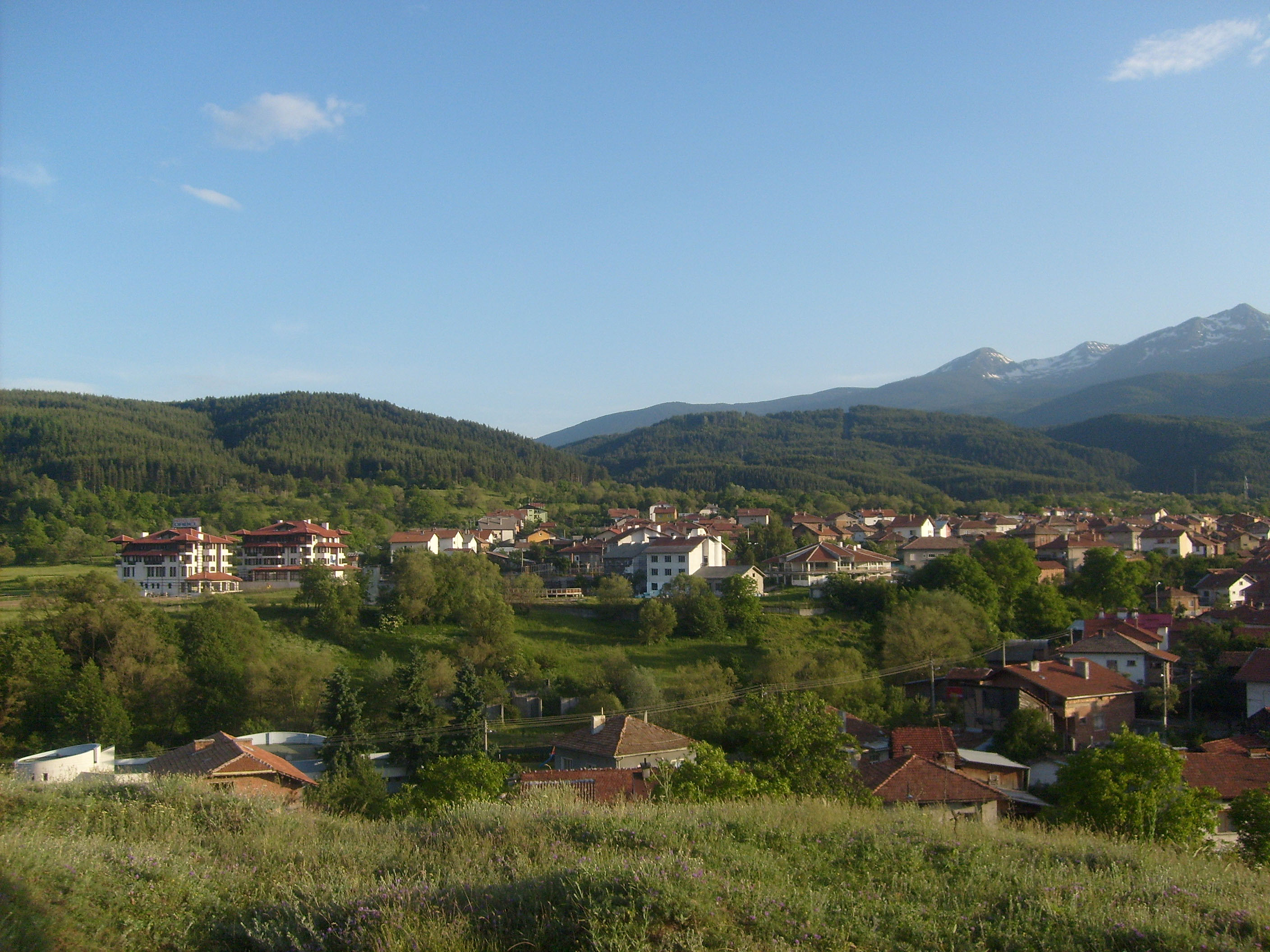

多布里尼什特是保加利亞的城鎮，位於該國西南部，距離班斯科6公里，由布拉戈耶夫格勒州負責管轄，面積80.35平方公里，海拔高度842米，該地區自新石器時代有人類居住，2010年人口2,749。

## 外部連結
- All about Dobrinishte （页面存档备份，存于）
- Properties in Dobrinishte